# Ćuška
Qyshk en albanais et Ćuška en serbe latin (en serbe cyrillique : Ћушка) est une localité du Kosovo située dans la commune/municipalité de Pejë/Peć et dans le district de Pejë/Peć. Selon le recensement kosovar de 2011, elle compte 1 481 habitants.

## Démographie

### Évolution historique de la population dans la localité
| 1948 | 1953 | 1961 | 1971  | 1981  | 1991  | 2011  |
| ---- | ---- | ---- | ----- | ----- | ----- | ----- |
| 389  | 459  | 665  | 1 027 | 1 464 | 1 537 | 1 481 |

|  |

### Répartition de la population par nationalités (2011)
En 2011, les Albanais représentaient 92,97 % de la population et les Égyptiens 5,40 %.